# Centaur (Schriftart)
Die Centaur ist eine Schriftart, die der amerikanische Schriftkünstler Bruce Rogers zunächst für den Handsatz geschaffen hatte. Sie trägt den Namen eines Werkes, für das sie 1916 zum ersten Mal verwendet wurde, einen Privatdruck der Übersetzung von Le Centaure (französisch für „Der Kentaur“) von Maurice de Guérin. 1929 übernahm die Monotype Corporation diese Schrift in ihr Programm, um sie für den Maschinensatz zugänglich zu machen.
Die Kursiv zur Centaur ist die Arrighi von Frederic Warde.

## Entstehungsgeschichte
Die Centaur gehört zur Gruppe der  venezianischen Renaissance-Antiqua, die in der Inkunabel-Zeit entstand. Die ersten Drucker, die sich damals in Italien niederließen, waren ausnahmslos Deutsche. In der Heimat hatten sie die Handschriften der damaligen Zeit – mit ihren gotischen Lettern – so originalgetreu wie möglich als Typen nachgebildet. Jenseits der Alpen mussten sie nun erkennen, dass die humanistische Bewegung, mit ihrem Zentrum in Florenz, auch die Buchgestaltung bestimmte. In der Ablehnung alles Gotischen war an die Stelle der früher auch hier in den Handschriften anzutreffenden gotischen Buchstaben die humanistische, eine auf die karolingische Minuskel zurückgehende Schrift getreten.
Die deutschen Drucker taten sich schwer, sich aus ihrem eigenen Formenverständnis zu lösen. Trotz Annäherung an die humanistische Minuskel bestimmten oftmals gotische Stilelemente das Gesamtaussehen.
Es ist das Verdienst von Nicolas Jenson, berühmter Drucker in Venedig, mit der von ihm geschnittenen und in seinem Werk Eusebius 1470 erstmals gezeigten Type, eine Antiqua geschaffen zu haben, die alle gotischen Relikte hinter sich lässt. Seine Schrift übertrifft alle vorangegangenen an Klarheit und Lesbarkeit und besticht durch die Ausgewogenheit und den regelmäßigen Rhythmus. Sie gilt als das Ideal einer vollendeten Druckschrift. Damit wurde sie zum Vorbild für die Drucktypen vieler Privatpressen. In der Schriftgeschichte markiert sie einen wichtigen Schritt zumindest bis zum Erscheinen der Aldus-Lettern.
Die Centaur ist eine sehr freie Nachempfindung der Eusebius-Type. Sie ist lichter als das Original, verzichtet auf den Abschlussstrich über dem „A“ und nach innen gezogenen Kopf-Serifen beim „M“. Die Großbuchstaben sind insgesamt etwas kleiner gehalten, was dem Gesamtbild zugutekommt.
Die Antiqua von Nicolas Jenson ist auf Grund der Geschlossenheit ihres Satzbildes und der Harmonie, die sie ausstrahlt, für viele der Inbegriff einer vollendeten Drucktype. Beeinflusst auch durch die von William Morris ausgehende Rückbesinnung auf die Renaissance, hat die Eusebius-Type Jensons eine Reihe von Schriftkünstlern animiert, auf die Formengestalt dieser venezianischen Renaissance-Antiqua zurückzugreifen und – vor allem wenn es um die Schaffung von Schriften für Privat-Pressen ging – sich daran zu orientieren.
Eine davon ist die Montaigne, die 1902 derselbe Bruce Rogers für die Riverside Press entworfen hat, der später die Centaur zeichnete. Während die Montaigne eine echte Replik der Eusebius-Schrift darstellt, handelt es sich bei der Centaur – geschnitten hat sie Robert Wiebking aus Chicago – um eine eigenständige Schriftschöpfung, die zwar auf dem historischen Vorbild basiert – und dies oftmals bis ins Detail –, die zugleich aber den gewandelten technischen Anforderungen Rechnung trägt. So wurde bei der Centaur die den venezianischen Schriften eigene, verhältnismäßig dunkle Färbung des Satzbildes aufgegeben; die Schrift ist in ihrer Gesamtwirkung wesentlich leichter geworden. Dazu sind die Konturen schärfer und spitzer gehalten.

## Klassifikation
- Nach DIN 16518 gehört die Centaur in die Gruppe I (venezianische Renaissance-Antiqua)